# Tepidimicrobium
Tepidimicrobium è un genere di batterio appartenente alla famiglia delle Clostridiaceae.